# Gastrophacodes
Gastrophacodes is een kevergeslacht uit de familie van de boktorren (Cerambycidae). De wetenschappelijke naam van het geslacht werd voor het eerst geldig gepubliceerd in 1916 door Lea.

## Soorten
Gastrophacodes is monotypisch en omvat slechts de volgende soort:
- Gastrophacodes ventricosus Lea, 1916